# 174년

## 연호
- 후한(後漢) 희평(熹平) 3년

## 기년
- 후한(後漢) 영제(靈帝) 7년
- 신라(新羅) 아달라 이사금(阿達羅泥師今) 21년
- 고구려(高句麗) 신대왕(新大王) 10년
- 백제(百濟) 초고왕(肖古王) 9년

## 사건
- 음력 1월, 신라에 흙비가 내렸다.
- 음력 2월, 신라에 가뭄이 들어, 우물과 샘이 말랐다.

## 탄생
- 위나라의 모사 가규. (~228년)
- 위나라의 정치인 고유. (~263년)
- 중국 위나라의 장군 이전. (~209년)

- 제갈량의 형 제갈근. (~241년)

## 참고 문헌
- 김부식 (1145), 《삼국사기》 〈권2〉 아달라 이사금 조(條)